# مهاراجه (فیلم ۱۹۹۸)
مهاراجه (به هندی: Maharaja) فیلمی محصول سال ۱۹۹۸ و به کارگردانی آنیل شارما است. در این فیلم بازیگرانی همچون گوویندا، مانیشا کویرالا، راج بابار، شاکتی کاپور، کولبوشان کارباندا، آریونا ایرانی ایفای نقش کرده‌اند.